# Кера Тамара
Кера Тамара (14 століття або 1340 , Болгарія  — 14 століття або 1389 , Османська імперія ) — дочка болгарського царя Івана Александра і його дружини Теодори Бессарабської, сестра Івана Шишмана та Івана Срацимира. Одна з дружин султана Мурада I. Вона народилася приблизно в 1340 році.

## Життєпис
Першим чоловіком Кери Тамари був деспот Костянтин, який іноді ідентифікується з феодалом Костянтином Деяновичем, що правив у Вельбуждському деспотаті. Його дочка Олена Драгаш вийшла заміж за візантійського імператора Мануїла II і стала матір'ю останнього візантійського імператора Костянтина XI. Однак ця теорія була спростована істориками, тому що в 1371 році Кера Тамара була вже вдовою, а Костянтин Драгаш помер в 1395 році. Отже, деспот Костянтин, зображений у Тетраєвангелії Івана Александра поруч з болгарської княжною, був іншою людиною.

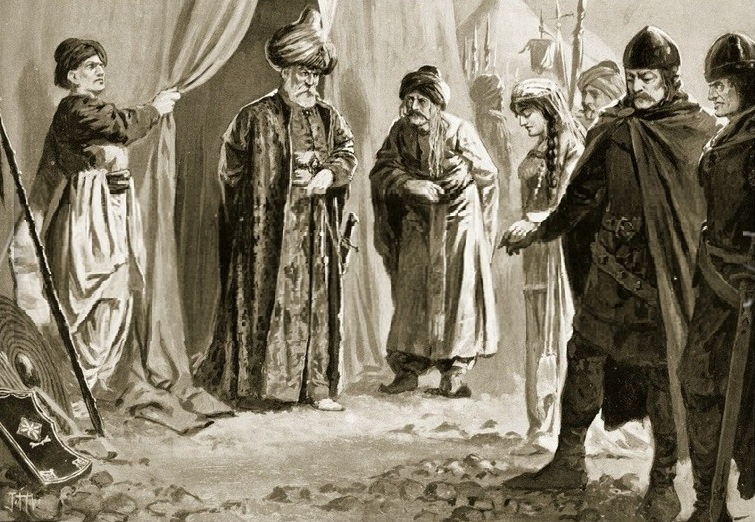
Цар Шишман привозить свою сестру султану Мураду I.

Вже у 1371 році, коли Іван Александр помер і йому успадковував Іван Шишман, в столицю Тирново прибули посли від османського султана Мурада I, щоб налагодити відносини з новим царем Болгарії. Султан, який багато чув про красу Кери Тамари і знав, що вона овдовіла, зажадав її в дружини як гарантії миру між двома державами. Іван Шишман відмовився і зумів відстрочити рішення ще на сім років. Запис в анонімній болгарської хроніці XV століття:
|  | ...І на престол вступив Шишман, син Александра. Аморат [Мурад] послав до нього людей, щоб попросити руку його сестри, але він не хотів віддавати свою сестру царівну Керу Тамару... |

Проте в 1378 році, коли його спроби зупинити турків зазнали невдачі, Іван Шишман неохоче відправив Керу Тамару до гарему султана в османській столиці Бурса. Вона зберегла свою християнську віру. У Борильському Синадніку її доля стала прикладом самопожертви:
|  | ...Кера Тамара, дочка великого царя Івана Александра, велика княжна, дружина великого еміра Амурата, якому вона була віддана як представниця болгарського народу. І коли вона приїхала туди, вона зберегла свою Істинну віру, звільнила свій народ, жила добре і благочестиво і померла в мирі, нехай пам'ять про неї буде жити вічно... |

Могила Кери Тамари знаходиться в Бурсі в гробниці Османської династії поруч з могилою Мурада I, і відвідувачі знають її як «болгарську царицю Марію». За заповітом Кери Тамари, її могила залишилася незакритим надгробним каменем, а земля була засіяна ячменем.